# Bibio flavicans
Bibio flavicans är en tvåvingeart som beskrevs av Edwards 1928. Bibio flavicans ingår i släktet Bibio och familjen hårmyggor. Inga underarter finns listade i Catalogue of Life.